# Archive Artist Publications
Das Archive Artist Publications (kurz AAP) sammelt, archiviert und dokumentiert internationale Künstlerpublikationen. Initiiert wurde es Ende der 1970er Jahre von Hubert Kretschmer, Verleger, Kunstpädagoge und Künstler, der das Archiv auch heute noch privat leitet. Es befindet sich in München, innerhalb des Kunstareals.
Das AAP Archive Artist Publications ist Teil des freien Netzwerks unabhängiger, nicht kommerzieller Kunsträume in München: [ off ] spaces munich.

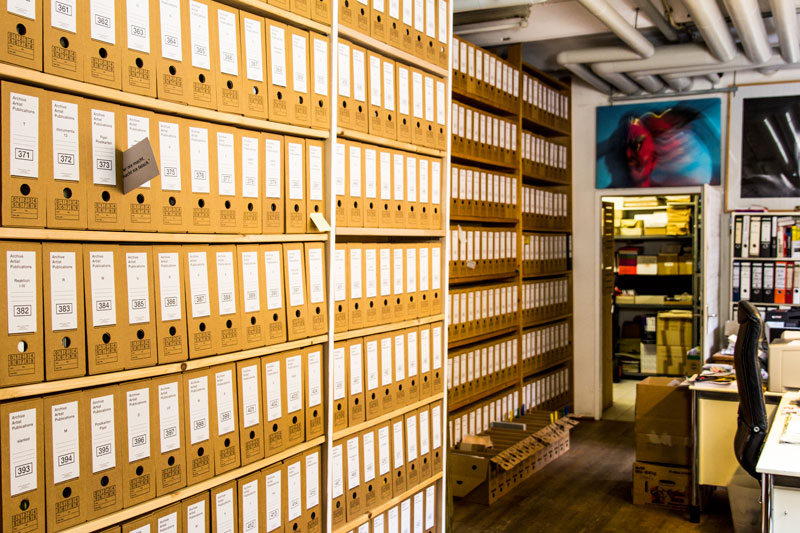
Innenansicht des Archivs (Teilansicht)

Im Gegensatz zu klassischen Bibliotheken sammelt das Archiv vorwiegend Künstlerbücher und Künstlerzeitschriften, daneben auch eine große Bandbreite verschiedener Medien, auch sogenannter Grauer Literatur: mit einfachsten Mitteln hergestellte Publikationen, wie Flyer, kopierte oder mit Matrizenabzügen vervielfältigte Magazine (siehe auch Fanzine), in kleinen Auflagen hergestellte Editionen, Buchobjekte, Objektzeitschriften und ähnliches. Häufig sind derartige Publikationen von Künstlern nur einem kleinen Kreis zugänglich und nicht dauerhaft oder an einem zentralen Ort archiviert.
Mit Ausstellungen in großen öffentlichen Bibliotheken und Institutionen wie dem Zentralinstitut für Kunstgeschichte in München, der Kunst- und Museumsbibliothek der Stadt Köln, der Staatlichen Bibliothek Regensburg, dem Kunsttempel Kassel, in der Archiv Galerie 2018/19 im Haus der Kunst München und in den eigenen Räumen in der Türkenstraße sowie mit der Teilnahme an verschiedenen nationalen und internationalen Kunst- und Buchmessen macht das Archiv Artist Publications diesen Bereich künstlerischer Produktion der Öffentlichkeit zugänglich. Seit 2019 veranstaltet das AAP in Zusammenarbeit mit dem Haus der Kunst, fructa space, der Akademie der Bildenden Künste München, der Bayerischen Staatsbibliothek und der Kunsthochschule Kassel die Künstlerbuchmesse Super Books.

## Schwerpunkt der Sammlung
Schwerpunktmäßig im Archiv vertreten sind Publikationen der 1970er und 1980er Jahre sowie ab dem Jahr 2000. Der internationale Bestand stammt aus über 80 Ländern, vorwiegend aus Westeuropa und Nordamerika.
Die Sammlung umfasst Künstlerbücher, Multiples, Plakate, Einladungen, Schallplatten und Musikkassetten, Fotokopien, Künstlerbriefmarken, Videos, Zines, CDs, Lieferverzeichnisse, Zeitschriften, Websites, Sekundärliteratur und Ausstellungskataloge, die die Kunstströmungen der letzten fünfzig Jahre widerspiegeln: die Ausläufer des Fluxus, des Happenings und der Aktionskunst, Mail Art, Stamp Art, die Neuen Wilden, Konkrete Poesie und Visuelle Poesie, Konzeptkunst, Appropriation Art, Copy Art, Punk, Zines bis zu aktuellen Strömungen künstlerischer Printproduktion. In geringem Umfang sind bewusst auch Alltagspublikationen in der Sammlung enthalten, wie Versandkataloge, Mode- und Lifestyle-Zeitschriften, die den jeweiligen Zeitgeist exemplarisch dokumentieren.
Vertreten sind Publikationen von über 15.000 Künstlerinnen und Künstlern, darunter Roberta Allen, Anna Banana, Christian Boltanski, James Lee Byars, Albert Coers, Robin Crozier, Katharina Gaenssler, Jochen Gerz, Jürgen Klauke, Kommissar Hjuler mit dem Projekt FLUXUS +/-, Berengar Laurer, Christoph Mauler, Anna McCarthy, Stephanie Müller aka. rag*treasure, Jürgen O. Olbrich, Beate Passow, Timm Ulrichs, Gerhard Richter, Dieter Roth, Reiner Ruthenbeck, Joachim Schmid, Guy Schraenen, Annegret Soltau, Klaus Staeck, Alexander Steig, Erik Steinbrecher, Endre Tót, Lawrence Weiner.
Im Archivkatalog sind aktuell über 90.000 Items erfasst (Stand Januar 2025). Die Sammlung ist über den OPAC kostenfrei öffentlich einseh- und recherchierbar. Außerdem können Interessierte das Archiv besuchen und sich Exponate vorlegen lassen, zum Beispiel für Recherchezwecke.
Mehr als die Hälfte des Bestandes stammt aus Schenkungen. Zu den größten Spenderinnen und Spendern gehören u. a. Klaus Groh, Heinz Schütz, Joachim Schmid, Christoph Mauler, Wolfgang Rostek, Horst Tress, Jürgen O. Olbrich, Annegret Soltau, Reinhard Grüner, Beatrix La Charité, H.J. Kropp, Walther E. Baumann, Berengar Laurer, Alexeij Sagerer, Klaus Staeck, Albert Coers, Tobias Premper, Lisa Fuhr, Peter Müller, Olli Nauerz, Barbara Hiebel und Timm Ulrichs.

## Ausstellungen und Veranstaltungen (Auswahl)
- 2024: Egidio Marzona spricht mit Hubert Kretschmer zum Thema Archive und Künstlerbücher: Gespräch (20. Dezember 2024) und Filmaufnahme des Filmteams des Archiv der Avantgarden, Archive Artist Publications: München.
- 2024: Kunst im Karrée: Ausstellung zum Thema “Protest” mit Materialien aus dem AAP Archive Artist Publications (20. – 21. Juli 2024), Archive Artist Publications: München.
- 2023: Berengar Laurer - Retro 2 - Malerei, Zeichnungen und Publikationen der letzten Schaffensjahre: Ausstellung (31. März – 26. Mai 2023) mit Werken von 1978–2000, in Kooperation mit dem Archive Artist Publications und dem icon Verlag Hubert Kretschmer, Galerie Soldina: Berlin.
- 2023: Berengar Laurer - Retro 1 - Malerei, Zeichnungen, Text: Ausstellung (27. Januar – 31. März 2023) mit Werken von 1978–2000, in Kooperation mit dem Archive Artist Publications und dem icon Verlag Hubert Kretschmer, Galerie Soldina: Berlin.
- 2022: re:working archives: Ausstellung u. a. Exponate Klaus Groh aus dem AAP, Platform: München.
- 2021: Edith - zwischen Fanzine und Künstler*innenbuch: Beteiligung (25. November 2021), Lithowerkstatt des Künstlerhaus am Lenbachplatz: München.
- 2021: Münchner Independent Magazine: Ausstellung im Living Room der Ausstellung Lee Mingwei (16. – 22. August 2021), Villa Stuck: München.
- 2018: Christoph Mauler - Geste Film Figur - Arbeiten aus dem Archive Artist Publications: Ausstellung (17. November 2018 – 13. Januar 2019) mit Arbeiten aus den 1970er Jahren bis heute, Kunst- und Museumsbibliothek der Stadt Köln: Köln.
- 2018/19: Archives in Residence: Das Archiv Künstlerpublikationen: Archiv Galerie (5. Oktober 2018 – 9. Juni 2019), Haus der Kunst: München
- 2018: Objektmagazine aus dem Archive Artist Publications: Ausstellung (4. Mai – 10. Juni 2018) mit über 100 Ausgaben von Objekt-Zeitschriften (1965–2016), Kunsttempel: Kassel.
- 2017: We keep on fighting…Zwei Sammler, zwei Konzepte zum wahren Künstlerbuch: Podiumsdiskussion (7. November 2017) mit Hubert Kretschmer und Reinhard Grüner im Rahmen der Ausstellung SHOWCASE, Bayerische Staatsbibliothek: München.
- 2017: GEGENKULTUR - Münchner Independent Magazine: Ausstellung (2. – 28. Juli 2017) mit selbstverlegten Zeitschriften und Zines aus München von den 1960er Jahren bis heute, PLATFORM: München.
- 2015: Kunst Buch Werke. Künstlerbücher der 70er und 80er Jahre aus dem Archive Artist Publications, München — Sammlung Hubert Kretschmer: Ausstellung (22. September – 20. November 2015), Staatliche Bibliothek Regensburg.
- 2015: Das Archive Artist Publications – Sammeln mit Leidenschaft: Vortrag Hubert Kretschmer und Einstundenausstellung (22.20.2015), Salon für Kunstbuch 21er Haus: Wien
- 2015: Zines #3 - die frühen 80er. Künstlerzeitschriften aus der Sammlung Hubert Kretschmer: Ausstellung (6. Februar – 31. März 2015), Zentralinstitut für Kunstgeschichte: München.
- 2013/14: Zines #2 1976-1979. Künstlerzeitschriften aus der Sammlung Hubert Kretschmer: Ausstellung (6. Dezember 2013 – 31. Januar 2014), Zentralinstitut für Kunstgeschichte: München.
- 2013: Zines #1 1971-1975. Künstlerzeitschriften aus der Sammlung Hubert Kretschmer: Ausstellung (1. Februar – 5. April 2013), Zentralinstitut für Kunstgeschichte: München.
- 2011: vielseitig: Ausstellung mit Künstlerbüchern aus dem AAP, kunstraum t27: Berlin.
- 1986: Instant Media 1&2: Ausstellung (10. April – 15. Mai 1986), Goethe-Institut: Paris.
- 1982: buchobjekte künstlerbücher objektbücher: Ausstellung (4. Juni – 4. Juli 1982), Hessischen Landesbibliothek: Darmstadt.
- 1981: das buch als kunstobjekt: Ausstellung (6. Juli – 29. August 1981), Schweizerische Landesbibliothek: Bern.
- 1980: Künstlerbücher, Teil 3, Buchobjekte: Ausstellung (7. November 1980 – 24. Januar 1981) von 128 Arbeiten von 74 Künstlerinnen und Künstlern, Produzentengalerie Adelgundenstraße: München.
- 1980: Künstlerbücher, Teil 2, Objektbücher: Ausstellung (16. Mai – 26. Juli 1980) von 175 Arbeiten von 94 Künstlerinnen und Künstlern, Produzentengalerie Adelgundenstraße: München.
- 1979: Künstlerbücher, Teil 1: Ausstellung (5. Oktober – 30. November 1979) von 253 Exponaten von über 100 Künstlerinnen und Künstlern, Produzentengalerie Adelgundenstraße: München.